# Say It Ain't So
"Say It Ain't So" és el tercer senzill del primer àlbum de la banda estatunidenca Weezer, The Blue Album. Composta per Rivers Cuomo i produïda per Rik Ocasek, la cançó es va llançar el 13 de juliol de 1995, un any després del primer senzill de l'àlbum.

## Informació
Rivers Cuomo va inspirar-se per escriure la cançó quan un dia va tornar a casa i va veure una ampolla de cervesa sobre la nevera. Els seus pares es van separar quan tenia quatre anys perquè el seu pare era alcohòlic, i aquest fet li va fer pensar que tornaria a passar el mateix amb el seu padrastre. El títol es tradueix com "digues-me que no és cert" o "digues-me que no és així".
L'any 2008, la revista Rolling Stone va situar la cançó en el lloc 72 dins la llista de les cent millors cançons de guitarra "The 100 Greatest Guitar Songs of All Time". La cançó també es va incloure en la banda sonora del videojoc Rock Band l'any 2007.
El videoclip va ser dirigit per Sophie Muller però no va tenir tant èxit com els dos senzills anteriors. En el vídeo, la banda apareix tocant la cançó en el seu garatge d'assaig.

## Llista de cançons
Promo CD només ràdio
1. "Say It Ain't So" (Remix) - 4:17

Cassette UK Retail
1. "Say It Ain't So" (Remix) - 4:17
2. "No One Else" (Directe acústic) - 3:15

CD UK Retail / Senzill 10" UK Retail (vinil negre)
1. "Say It Ain't So" (Remix) - 4:17
2. "No One Else" (Directe acústic) - 3:15
3. "Jamie" (Directe acústic) - 3:53

Les cançons de directe acústic van ser gravades l'1 d'abril de 1995 als Cat's Paw Studios d'Atlanta, Geòrgia.

## Posicions en llistes
| Llista                            | Posició |
| --------------------------------- | ------- |
| UK Singles Chart                  | 37      |
| U.S. Billboard Modern Rock Tracks | 7       |

## Personal
- Rivers Cuomo – Cantant, guitarra solista
- Patrick Wilson – Percussió
- Brian Bell – Guitarra rítmica, veus addicionals
- Matt Sharp – Baix, veus addicionals